# August von Rothmund
August von Rothmund (Volkach, 1º agosto 1830 – Monaco di Baviera, 27 ottobre 1906) è stato un oculista tedesco.

## Biografia
Nel 1853 conseguì dottorato all'Università di Monaco e proseguì i suoi studi a Berlino con Albrecht von Graefe (1828-1870); a Praga con Carl Ferdinand von Arlt (1812-1887) e a Vienna con Eduard Jäger von Jaxtthal (1818-1884). Nel 1854 tornò a Monaco, dove divenne direttore del policlinico chirurgico (Reisingerianum). Nel 1863 fu nominato "professore ordinario", all'Università di Monaco, dove fu oculista fino al suo pensionamento nel 1900. Era il figlio del celebre chirurgo Franz Christoph von Rothmund (1801-1891).
Nel 1868 Rothmund fu il primo medico a descrivere una rara malattia oculocutanea ereditaria che consisteva in telangiectasia, eritema, cataratta congenita e difetti ossei, insieme ad altri sintomi. Questo disturbo doveva diventare noto come la sindrome di Rothmund-Thomson; nominato in collaborazione con il medico britannico Matthew Sydney Thomson (1894-1969).

## Opere
- Ueber Radical-Operation beweglicher Leistenbrüche. Kaiser, München 1853.
- Ueber die Exarticulation des Unterkiefers. Kaiser, München 1853
- Beiträge zur künstlichen Pupillenbildung. München 1855.
- Ueber cataracten in Verbindung mit einer eigenthümlichen Hautdegeneration. In: Archiv für Ophtalmologie. 1868, Vol. 14, S. 159–82
- Ueber den gegenwärtigen Standpunkt der Lehre von den infectiösen Erkrankungen des Auges. München 1881. (Vortrag)
- Mitteilungen aus der Universitäts-Augenklinik zu München. Oldenbourg, München 1882.
- Casuistischer Beitrag zur Lehre von der Sogenannten Sympathischen Augenentzündung. Oldenbourg, München 1882.
- Einige Bemerkungen über die Anwendung des Sublimats. M. Rieger, München 1883.